# Pandemia di COVID-19 in Massachusetts
Il primo caso della pandemia di COVID-19 del 2020-2021 in Massachusetts è stato confermato e segnalato il 1º febbraio 2020 e il numero di casi ha iniziato ad aumentare rapidamente il 5 marzo. Il governatore Charlie Baker ha dichiarato lo stato di emergenza il 10 marzo. Entro il 12 marzo, più di cento persone erano risultate positive al test virus. La maggior parte dei primi casi erano riconducibili ad una riunione aziendale tenuta a Boston a fine febbraio dalla società di biotecnologia Biogen di Cambridge. A maggio, il Massachusetts era terzo negli Stati Uniti sia per numero complessivo di casi che per casi pro capite, dietro a New York e New Jersey. 
Il Massachusetts ha sperimentato una prima ondata di COVID-19 che ha raggiunto il picco ad aprile e maggio 2020 con quasi 4.000 persone ricoverate in ospedale con la malattia, e quasi 3.000 nuovi casi e 200 decessi al giorno. Una seconda ondata è iniziata nell'autunno dello stesso anno, con un grande picco di casi a partire da ottobre e, nei primi giorni di dicembre, numeri di casi giornalieri superiori a quelli visti al culmine della prima ondata. Al 2 gennaio 2021, il Massachusetts registrava una media mobile di 3.773 nuovi casi e 52 decessi confermati al giorno.
A partire dal 2 gennaio 2021, il Massachusetts aveva il 18° più alto numero di casi negli Stati Uniti e il 36° più alto numero di casi pro capite. Ha avuto il nono numero più alto di morti a causa del virus e il terzo più alto numero di morti pro capite, dietro New York e New Jersey. Ci sono stati 384.181 casi totali di COVID-19 e 12.502 decessi tra i casi di COVID-19 in Massachusetts dall'inizio della pandemia. Il 59% dei decessi confermati e probabili sono stati tra i residenti delle strutture di assistenza a lungo termine. Lo stato ha testato più di 4 milioni di persone per il virus tramite test molecolare e più di 365.000 tramite test antigene.

## Cronologia

### Febbraio
Il primo caso di COVID-19 è stato confermato dai funzionari della sanità statale il 1º febbraio. Il Massachusetts è diventato il quinto stato degli Stati Uniti a segnalare un caso di COVID-19. L'individuo, un cittadino di Boston studente presso l'Università del Massachusetts, era ritornato in città da Wuhan, in Cina. Al ritorno a Boston, ha iniziato a manifestare sintomi e ha cercato cure mediche.
175 dirigenti di Biogen, un'azienda biotecnologica con sede a Cambridge, hanno tenuto una conferenza sulla leadership di due giorni dal 26 al 28 febbraio presso l'hotel Boston Marriott Long Wharf. Il 29 febbraio, un dirigente di Biogen iniziò a sviluppare sintomi e cercò un trattamento in un ospedale dell'area di Boston. Sospettando che il COVID-19 fosse la causa della malattia, l'esecutivo ha richiesto un test, ma il personale dell'ospedale gli ha detto che non era necessario.

### Marzo

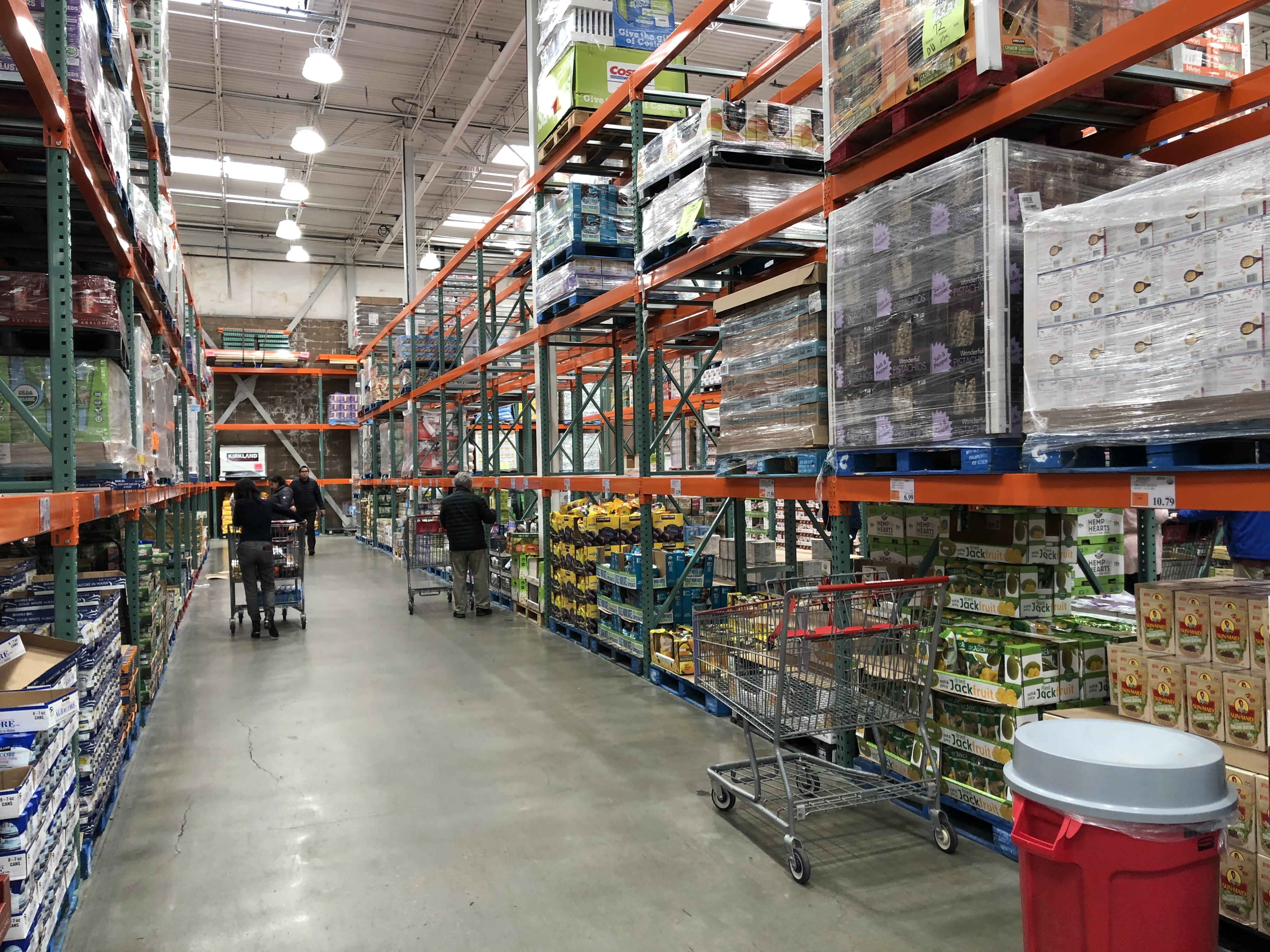
Scaffali vuoti nel negozio Costco Warehouse a Waltham.

Il 2 marzo, è stato segnalato il secondo caso confermato in Massachusetts. La paziente era una donna sulla ventina della contea di Norfolk. Di recente si era recata in Italia con un gruppo scolastico della Saint Raphael Academy di Pawtucket, Rhode Island. Era la terza persona del viaggio a risultare positiva, con due persone del Rhode Island che durante il viaggio erano risultate positive.
Il 13 marzo la maratona di Boston è stata posticipata dal 20 aprile al 14 settembre. Poche ore dopo, il governatore Charlie Baker ha vietato i raduni di oltre 250 persone. La misura era destinata a grandi eventi ed esentava la maggior parte dei luoghi di lavoro, edifici di transito, seggi elettorali, edifici governativi e scuole. Il cardinale O'Malley, arcivescovo cattolico di Boston, ha annunciato che tutte le messe quotidiane e domenicali e gli altri servizi religiosi sarebbero stati sospesi nell'arcidiocesi di Boston fino a nuovo avviso. Il sindaco di Boston Marty Walsh ha annunciato che le Boston Public Schools chiuderanno dal 17 marzo al 27 aprile. Le autorità di Woburn hanno annunciato che un presunto caso positivo nella città era stato confermato come negativo.
Il 20 marzo, il Massachusetts ha vissuto la sua prima morte a causa di COVID-19. Il decesso ha riguardato un uomo di 87 anni della contea di Suffolk che è stato ricoverato in ospedale e aveva condizioni di salute preesistenti. Martha's Vineyard nella contea di Dukes ha avuto il suo primo caso, un uomo di 50 anni a Tisbury. Questa è stata la tredicesima delle 14 contee del Massachusetts che hanno segnalato un caso di COVID-19. Le città di Somerville e Cambridge hanno chiuso le attività non essenziali.

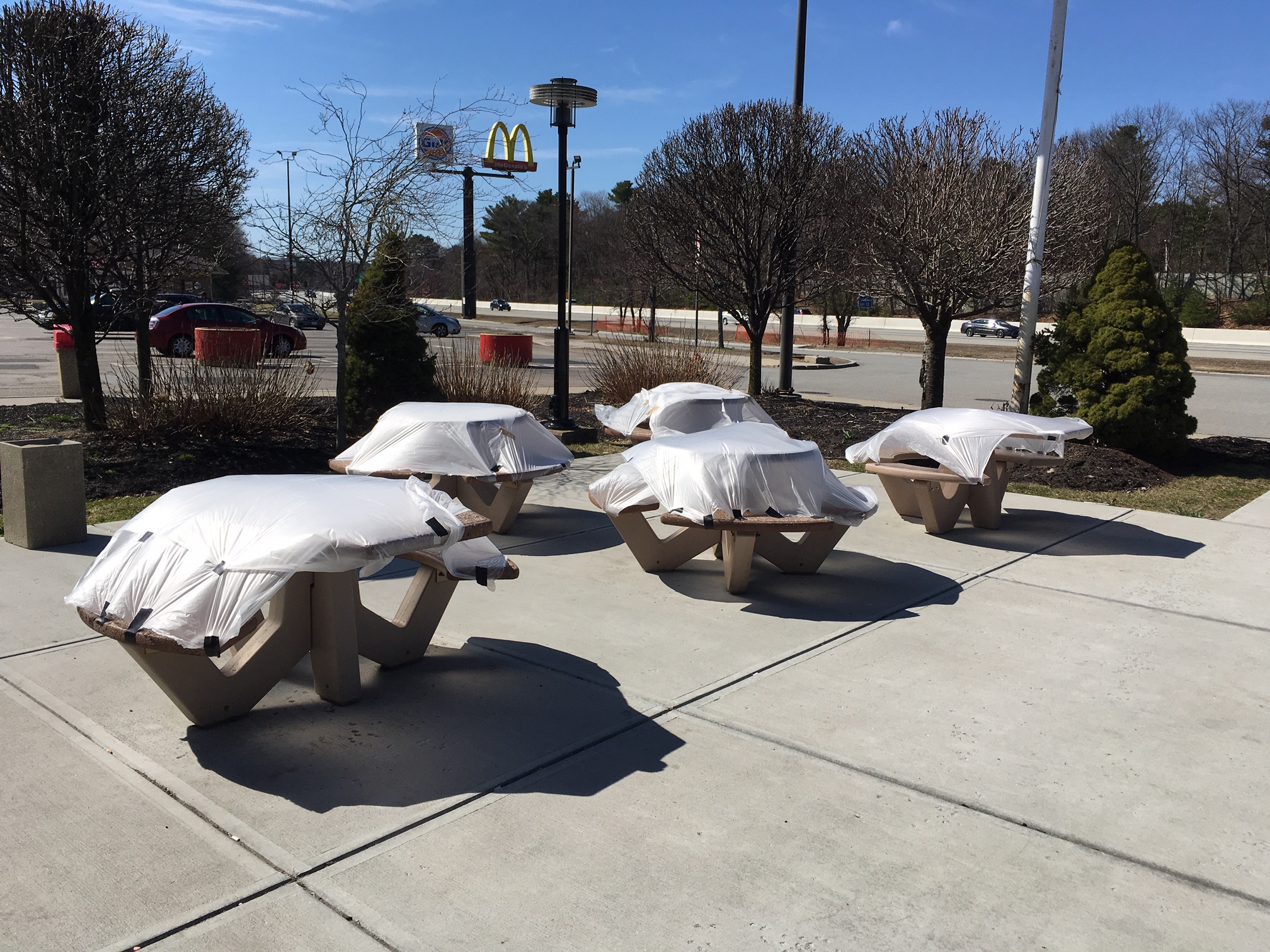
Area picnic e sosta Natick Turnpike sulla I-90 chiusa.

Il 23 marzo, il governatore Baker ha annunciato un avviso di soggiorno da mezzogiorno del 24 marzo a mezzogiorno del 7 aprile. Alle attività non essenziali è stato ordinato di chiudere i luoghi di lavoro fisici e ristoranti e bar si sono limitati a offrire cibo da asporto e consegna. Alle persone veniva detto che potevano uscire per ottenere beni e servizi essenziali, come generi alimentari e medicine, ma che dovevano seguire protocolli di distanziamento sociale.
Il 25 marzo, il commissario per la salute pubblica ha emesso regolamenti di emergenza per supermercati e farmacie, richiedendo loro di designare un'ora di spesa giornaliera per gli anziani e di fornire indicatori di distanza dalla fila alla cassa, lavaggio delle mani e disinfettante per i dipendenti, salviettine disinfettanti per i clienti da utilizzare nei carrelli. Il divieto di sacchetti riutilizzabili è diventato obbligatorio, abrogando i divieti locali sui sacchetti di plastica monouso ed eliminando le tariffe per i sacchetti forniti in negozio. È stato ordinato di chiudere le stazioni di ristorazione self-service ed è stata richiesta una disinfezione regolare.

### Aprile
Il 22 aprile, l'ex candidata presidenziale democratica del 2020 e senatrice statunitense Elizabeth Warren del Massachusetts ha annunciato che suo fratello maggiore era morto di COVID-19 in Oklahoma.
Il 24 aprile, il governatore Baker ha annunciato che mentre i casi e i test COVID-19 sono aumentati in Massachusetts, i ricoveri hanno iniziato a diminuire, raggiungendo il punto più basso dall'inizio di aprile. Il Massachusetts ha registrato 4.946 nuovi casi in parte a causa di un errore di Quest Diagnostics nella mancanza di oltre 10.000 risultati dei test, sia positivi che negativi, registrati nei dati del 24 aprile.
Il 25 aprile, il governatore Baker ha affrontato la questione di quando sarebbero terminate le misure casalinghe e le chiusure di attività non essenziali. Quando le restrizioni furono originariamente annunciate a metà marzo, dovevano terminare entro mezzogiorno del 7 aprile; successivamente, la data prevista per il completamento è stata prorogata al 4 maggio. Baker ha affermato che è improbabile che le restrizioni vengano revocate per allora poiché l'aumento dei casi è arrivato più tardi del previsto: il 4 maggio, ha presunto un aumento all'inizio di aprile. Baker ha detto che il processo di riapertura inizierà quando i ricoveri inizieranno a diminuire costantemente e quando ci saranno:
Il 28 aprile, il governatore Baker ha prorogato l'avviso di soggiorno in tutto lo stato per due settimane, fino al 18 maggio. Ha anche detto che una volta scaduto il bando, il processo di riapertura inizierà per fasi e non avverrà tutto in una volta.
Sempre il 28 aprile, è stato riferito che nella casa dei soldati a Holyoke, almeno 68 veterani, quasi il 30% dei residenti della casa, erano morti di COVID-19 in quella che si ritiene essere l'epidemia. più mortale nel lungo periodo.

### Maggio
Il 1º maggio, il governatore Baker ha emesso un'ordinanza, in vigore dal 6 maggio, che richiede alle persone di coprirsi il viso in pubblico quando si trovano in situazioni in cui non possono stare a sei piedi di distanza dagli altri.
Il 4 maggio, un gruppo di diverse centinaia di manifestanti contro il blocco si è riunito davanti alla Massachusetts State House per sollecitare il governatore Baker a revocare l'ordinanza sulla permanenza nello stato e a riaprire i negozi.Gli organizzatori avevano programmato di tenere la protesta, soprannominata "Rally della Libertà", se le attività non avessero riaperto entro il 1 maggio. L'evento è stato promosso dal conduttore radiofonico conservatore Jeffrey Kuhner e da Super Happy Fun America, il gruppo responsabile dell'organizzazione della controversa Boston Straight Pride Parade del 2019.

### Giugno
Il 1º giugno, il Massachusetts ha iniziato a segnalare nei suoi dati casi probabili e decessi dovuti a COVID-19, quando in precedenza erano stati segnalati solo casi confermati e decessi. Questa modifica segue le linee guida dei Centers for Disease Control and Prevention. Il Dipartimento della salute e dei servizi umani ha affermato in una dichiarazione che i casi probabili sono registrati per le persone "che hanno: 1) avuto un test anticorpale positivo e hanno avuto sintomi di COVID-19 o sono stati probabilmente esposti a un caso positivo o 2) non hanno avuto un test anticorpale ma hanno avuto sintomi COVID-19 ed erano noti per essere stati esposti a un caso positivo". Le morti probabili sono definite come decessi in cui il COVID-19 era elencato nel certificato di morte come causa di morte, ma in cui non è stato somministrato alcun test.
Il 3 giugno, il Massachusetts ha iniziato a segnalare le guarigioni nel suo rapporto sui dati settimanali. In precedenza, non avevano segnalato il numero di recuperi cumulativi sui propri dati. Un paziente è considerato guarito se è stato malato per 21 giorni o se sono passati 21 giorni da quando è risultato positivo.

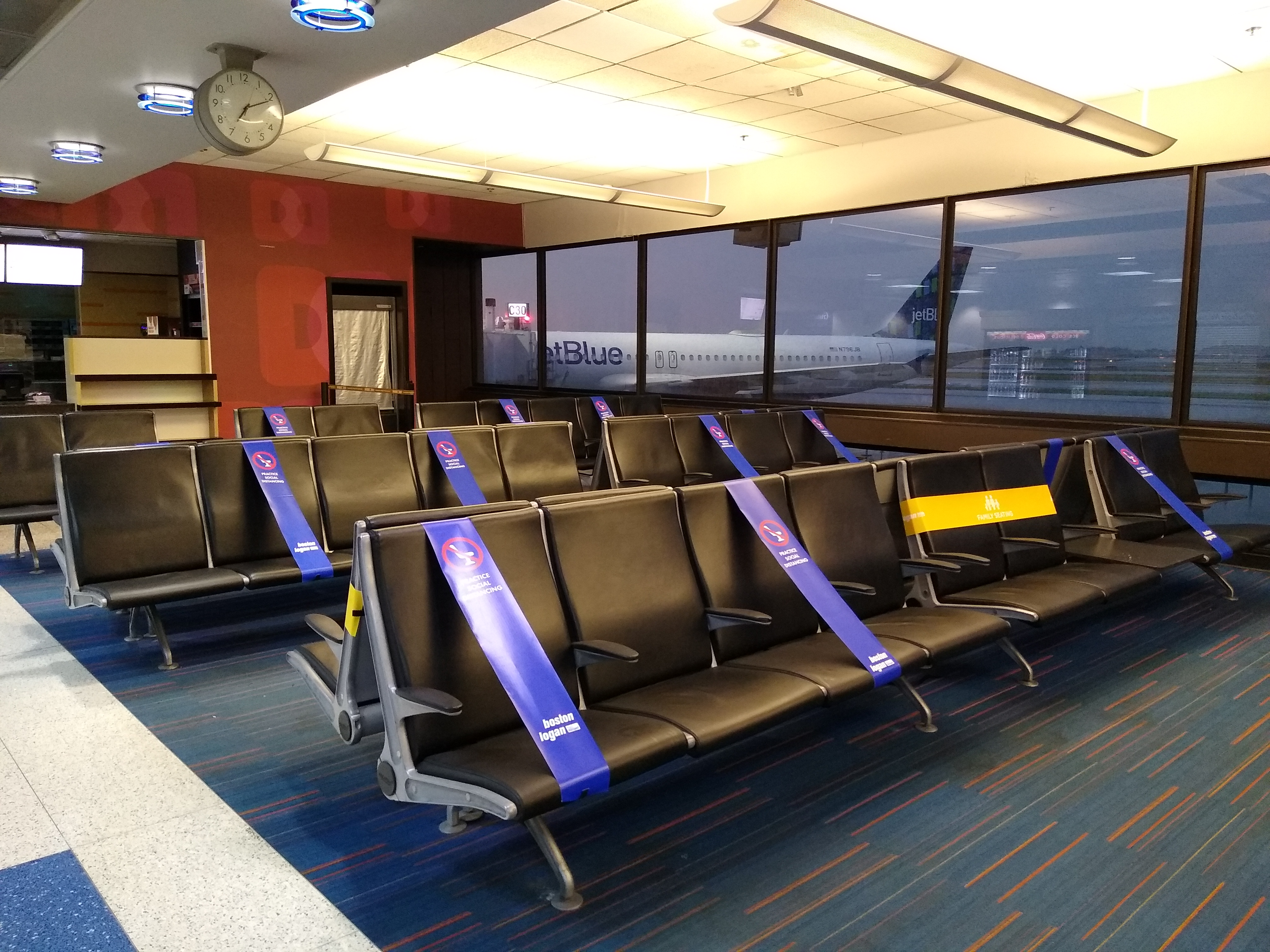
Posti bloccati all'Aeroporto Internazionale Generale Edward Lawrence Logan di Boston.

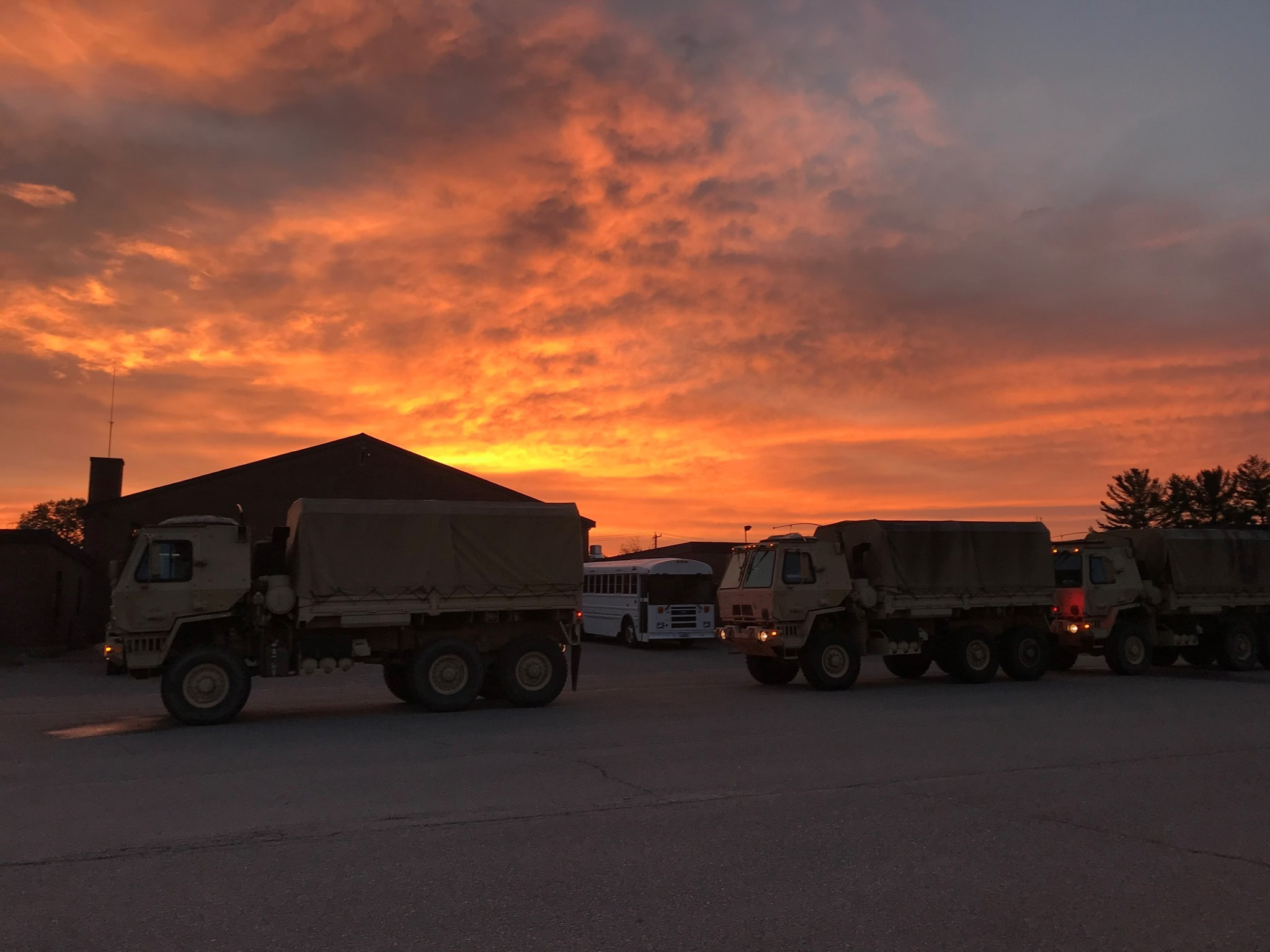
I membri del 164th Transportation Battalion, Guardia Nazionale del Massachusetts, mettono in scena i loro veicoli prima di una missione di distribuzione per supportare gli sforzi di soccorso in caso di pandemia COVID-19 a Framingham il 19 ottobre 2020.

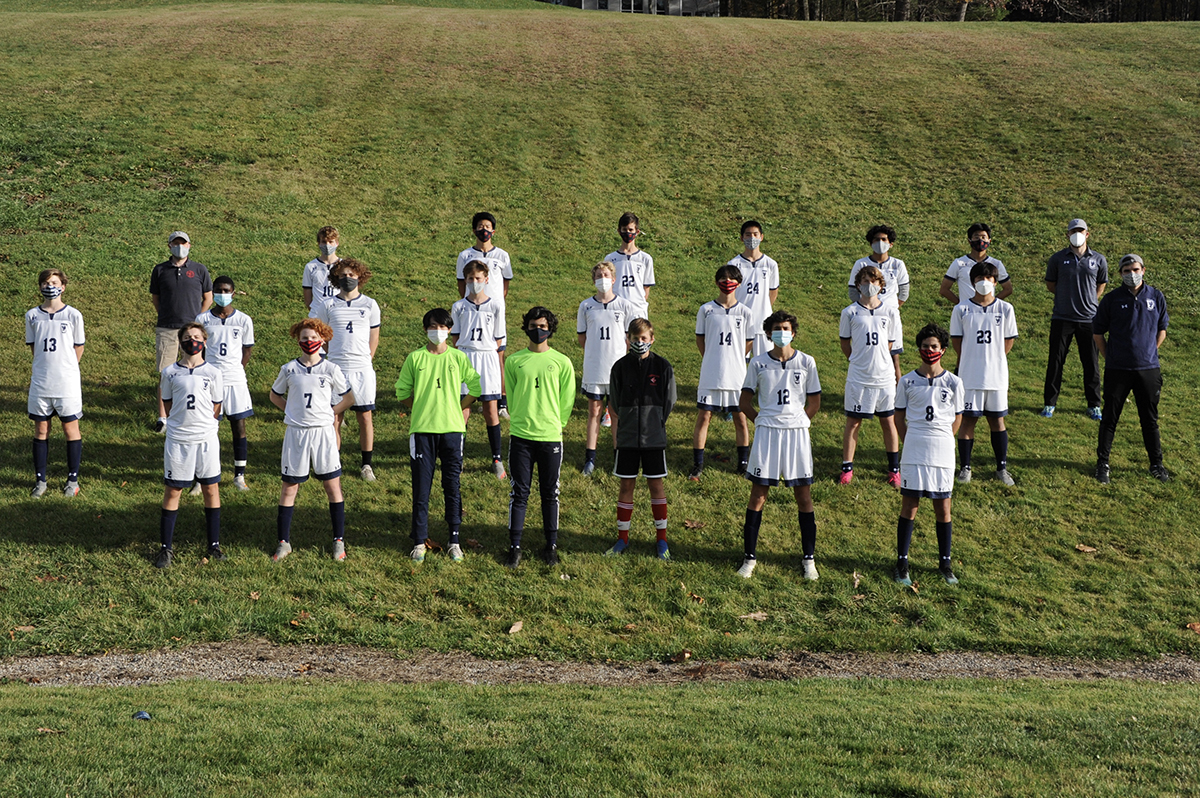
Squadra di calcio di ragazzi delle scuole superiori che indossa maschere e si allontana.